# Terri Lyne Carrington
Terri Lyne Carrington (født 4. august 1965 i Massachusetts, USA) er en amerikansk jazztrommeslager og komponist.
Carrington har spillet med Clark Terry, Dizzy Gillespie, Stan Getz, Wayne Shorter, Herbie Hancock, Niels Lan Doky, David Sanborn og James Moody.
Hun har lavet et par soloplader i eget navn.